# Okręg wyborczy nr 17 do Sejmu Rzeczypospolitej Polskiej (1993–2001)
Okręg wyborczy nr 17 do Sejmu Rzeczypospolitej Polskiej (1993–2001) obejmował Gliwice oraz gminy Bestwina, Brzeszcze, Czechowice-Dziedzice, Czerwionka-Leszczyny, Gaszowice, Gierałtowice, Goczałkowice-Zdrój, Godów, Gorzyce, Jastrzębie-Zdrój, Jejkowice, Knurów, Kornowac, Krupski Młyn, Krzanowice, Krzyżanowice, Kuźnia Raciborska, Lubomia, Lyski, Marklowice, Miasteczko Śląskie, Miedźna, Mszana, Nędza, Ornontowice, Orzesze, Pawłowice, Pietrowice Wielkie, Pilchowice, Pszczyna, Pszów, Pyskowice, Racibórz, Radlin, Rudnik, Rudziniec, Rybnik, Rydułtowy, Sośnicowice, Suszec, Świerklaniec, Świerklany, Tarnowskie Góry, Toszek, Tworóg, Wielowieś, Wodzisław Śląski, Zbrosławice, Zebrzydowice i Żory. W ówczesnym kształcie został utworzony w 1993. Wybieranych było w nim 14 posłów w systemie proporcjonalnym.
Siedzibą okręgowej komisji wyborczej były Gliwice.

## Wyniki wyborów
| Podział 14 mandatów: SLD: 4 UP: 1 PSL: 1 UD: 3 TSKN–DFK: 1 KPN: 2 BBWR: 2 |

| Podział 14 mandatów: SLD: 4 UW: 3 AWS: 6 ROP: 1 |

## Reprezentanci okręgu
| Sejm | Rok  | Poseł KW                                          | Poseł KW                                          | Poseł KW                                          | Poseł KW                                          | Poseł KW                                          | Poseł KW                                          | Poseł KW                                          | Poseł KW                                          | Poseł KW                                          | Poseł KW                                          | Poseł KW                                          | Poseł KW                                          | Poseł KW                                          | Poseł KW                                          | Poseł KW                                          | Poseł KW                                          | Poseł KW                                          | Poseł KW                                          | Poseł KW                                          | Poseł KW                                          | Poseł KW                                          | Poseł KW                                          | Poseł KW                                          | Poseł KW                                          | Poseł KW                                          | Poseł KW                                          | Poseł KW                                          | Poseł KW                                          |
| ---- | ---- | ------------------------------------------------- | ------------------------------------------------- | ------------------------------------------------- | ------------------------------------------------- | ------------------------------------------------- | ------------------------------------------------- | ------------------------------------------------- | ------------------------------------------------- | ------------------------------------------------- | ------------------------------------------------- | ------------------------------------------------- | ------------------------------------------------- | ------------------------------------------------- | ------------------------------------------------- | ------------------------------------------------- | ------------------------------------------------- | ------------------------------------------------- | ------------------------------------------------- | ------------------------------------------------- | ------------------------------------------------- | ------------------------------------------------- | ------------------------------------------------- | ------------------------------------------------- | ------------------------------------------------- | ------------------------------------------------- | ------------------------------------------------- | ------------------------------------------------- | ------------------------------------------------- |
| II   | 1993 |                                                   | W. Martyniuk SLD                                  |                                                   | A. Potocki UD (1993) UW (1997)                    |                                                   | J. Kraus KPN                                      |                                                   | Z. Zaborowski SLD                                 |                                                   | W. Lamentowicz UP                                 |                                                   | B. Szweda BBWR (1993) AWS (1997)                  |                                                   | R. Kurzbauer TSKN–DFK                             |                                                   | T. Zając SLD                                      |                                                   | A. Skowrońska-Łuczyńska UD                        |                                                   | S. Kowolik BBWR                                   |                                                   | J. Szafruga-Sypniewska UD                         |                                                   | R. Burski KPN                                     |                                                   | W. Szweda SLD                                     |                                                   | J. Pistelok PSL                                   |
| III  | 1997 |                                                   | W. Martyniuk SLD                                  |                                                   | A. Potocki UD (1993) UW (1997)                    | K. Łużniak AWS                                    |                                                   | J. Steinhoff AWS                                  | Z. Zaborowski SLD                                 |                                                   |                                                   | K. Śmieja AWS                                     | B. Szweda BBWR (1993) AWS (1997)                  | A. Zając SLD                                      |                                                   | A. Folwarczny UW                                  |                                                   | C. Sobierajski AWS                                |                                                   | R. Ostrowski UW                                   |                                                   | W. Frank AWS                                      |                                                   | A. Wędrychowicz ROP                               |                                                   |                                                   | W. Szweda SLD                                     |                                                   |                                                   |
| IV   | 2001 | okręg zniesiony – patrz okręgi nr 12, 27, 29 i 30 | okręg zniesiony – patrz okręgi nr 12, 27, 29 i 30 | okręg zniesiony – patrz okręgi nr 12, 27, 29 i 30 | okręg zniesiony – patrz okręgi nr 12, 27, 29 i 30 | okręg zniesiony – patrz okręgi nr 12, 27, 29 i 30 | okręg zniesiony – patrz okręgi nr 12, 27, 29 i 30 | okręg zniesiony – patrz okręgi nr 12, 27, 29 i 30 | okręg zniesiony – patrz okręgi nr 12, 27, 29 i 30 | okręg zniesiony – patrz okręgi nr 12, 27, 29 i 30 | okręg zniesiony – patrz okręgi nr 12, 27, 29 i 30 | okręg zniesiony – patrz okręgi nr 12, 27, 29 i 30 | okręg zniesiony – patrz okręgi nr 12, 27, 29 i 30 | okręg zniesiony – patrz okręgi nr 12, 27, 29 i 30 | okręg zniesiony – patrz okręgi nr 12, 27, 29 i 30 | okręg zniesiony – patrz okręgi nr 12, 27, 29 i 30 | okręg zniesiony – patrz okręgi nr 12, 27, 29 i 30 | okręg zniesiony – patrz okręgi nr 12, 27, 29 i 30 | okręg zniesiony – patrz okręgi nr 12, 27, 29 i 30 | okręg zniesiony – patrz okręgi nr 12, 27, 29 i 30 | okręg zniesiony – patrz okręgi nr 12, 27, 29 i 30 | okręg zniesiony – patrz okręgi nr 12, 27, 29 i 30 | okręg zniesiony – patrz okręgi nr 12, 27, 29 i 30 | okręg zniesiony – patrz okręgi nr 12, 27, 29 i 30 | okręg zniesiony – patrz okręgi nr 12, 27, 29 i 30 | okręg zniesiony – patrz okręgi nr 12, 27, 29 i 30 | okręg zniesiony – patrz okręgi nr 12, 27, 29 i 30 | okręg zniesiony – patrz okręgi nr 12, 27, 29 i 30 | okręg zniesiony – patrz okręgi nr 12, 27, 29 i 30 |

### Wybory parlamentarne 1993
| Komitet wyborczy                                      | Komitet wyborczy                                         | Głosów | %     | Mandaty | Wybrani posłowie                                                       |
| ----------------------------------------------------- | -------------------------------------------------------- | ------ | ----- | ------- | ---------------------------------------------------------------------- |
|                                                       | Sojusz Lewicy Demokratycznej                             | 67 804 | 16,11 | 4       | Wacław Martyniuk, Zbyszek Zaborowski, Tadeusz Zając, Wiesław Szweda    |
|                                                       | Unia Demokratyczna                                       | 58 965 | 14,01 | 3       | Andrzej Potocki, Anna Skowrońska-Łuczyńska, Joanna Szafruga-Sypniewska |
|                                                       | Konfederacja Polski Niepodległej                         | 44 318 | 10,53 | 2       | Janina Kraus, Ryszard Burski                                           |
|                                                       | Bezpartyjny Blok Wspierania Reform                       | 36 523 | 8,68  | 2       | Bernard Szweda, Stanisław Kowolik                                      |
|                                                       | Katolicki Komitet Wyborczy „Ojczyzna”                    | 28 163 | 6,69  | –       |                                                                        |
|                                                       | Unia Pracy                                               | 26 017 | 6,18  | 1       | Wojciech Lamentowicz                                                   |
|                                                       | Niezależny Samorządny Związek Zawodowy „Solidarność”     | 25 403 | 6,03  | –       |                                                                        |
|                                                       | Polskie Stronnictwo Ludowe                               | 19 428 | 4,61  | 1       | Jerzy Pistelok                                                         |
|                                                       | Kongres Liberalno-Demokratyczny                          | 18 964 | 4,50  | –       |                                                                        |
|                                                       | Towarzystwo Społeczno-Kulturalne Niemców – DFK           | 17 919 | 4,26  | 1       | Roman Kurzbauer                                                        |
|                                                       | Porozumienie Centrum                                     | 16 523 | 3,92  | –       |                                                                        |
|                                                       | Unia Polityki Realnej                                    | 15 721 | 3,73  | –       |                                                                        |
|                                                       | Ruch Autonomii Śląska                                    | 13 911 | 3,30  | –       |                                                                        |
|                                                       | Partia X                                                 | 11 347 | 2,70  | –       |                                                                        |
|                                                       | Samoobrona – Leppera                                     | 8491   | 2,02  | –       |                                                                        |
|                                                       | Koalicja dla Rzeczypospolitej                            | 7013   | 1,67  | –       |                                                                        |
|                                                       | Polskie Stronnictwo Ludowe – Porozumienie Ludowe         | 2771   | 0,66  | –       |                                                                        |
|                                                       | Polska Unia Pracujących                                  | 1224   | 0,29  | –       |                                                                        |
|                                                       | Polska Wspólnota Narodowa – Polskie Stronnictwo Narodowe | 481    | 0,11  | –       |                                                                        |
| Frekwencja: 47,17% Źródło: Państwowa Komisja Wyborcza |                                                          |        |       |         |                                                                        |

Poniższa tabela przedstawia podział mandatów dla komitetów wyborczych na podstawie uzyskanych głosów, a następnie obliczonych ilorazów wyborczych na podstawie metody D’Hondta.
| Podział mandatów dla komitetów wyborczych na podstawie metody D’Hondta | Podział mandatów dla komitetów wyborczych na podstawie metody D’Hondta | Podział mandatów dla komitetów wyborczych na podstawie metody D’Hondta | Podział mandatów dla komitetów wyborczych na podstawie metody D’Hondta | Podział mandatów dla komitetów wyborczych na podstawie metody D’Hondta | Podział mandatów dla komitetów wyborczych na podstawie metody D’Hondta | Podział mandatów dla komitetów wyborczych na podstawie metody D’Hondta | Podział mandatów dla komitetów wyborczych na podstawie metody D’Hondta | Podział mandatów dla komitetów wyborczych na podstawie metody D’Hondta | Podział mandatów dla komitetów wyborczych na podstawie metody D’Hondta | Podział mandatów dla komitetów wyborczych na podstawie metody D’Hondta | Podział mandatów dla komitetów wyborczych na podstawie metody D’Hondta |
| Komitet wyborczy                                                       | Komitet wyborczy                                                       | Liczba głosów                                                          | Iloraz wyborczy                                                        | Iloraz wyborczy                                                        | Iloraz wyborczy                                                        | Iloraz wyborczy                                                        | Iloraz wyborczy                                                        | Iloraz wyborczy                                                        | Iloraz wyborczy                                                        | Mandaty                                                                | TP                                                                     |
| Komitet wyborczy                                                       | Komitet wyborczy                                                       | Liczba głosów                                                          | /1                                                                     | / 2                                                                    | /3                                                                     | /4                                                                     | /5                                                                     | ...                                                                    | /14                                                                    | Mandaty                                                                | TP                                                                     |
| ---------------------------------------------------------------------- | ---------------------------------------------------------------------- | ---------------------------------------------------------------------- | ---------------------------------------------------------------------- | ---------------------------------------------------------------------- | ---------------------------------------------------------------------- | ---------------------------------------------------------------------- | ---------------------------------------------------------------------- | ---------------------------------------------------------------------- | ---------------------------------------------------------------------- | ---------------------------------------------------------------------- | ---------------------------------------------------------------------- |
|                                                                        | Sojusz Lewicy Demokratycznej                                           | 67 804                                                                 | 67 804                                                                 | 33 902                                                                 | 22 601                                                                 | 16 951                                                                 | 13 561                                                                 | ...                                                                    | 4843                                                                   | 4                                                                      | 3,50                                                                   |
|                                                                        | Unia Demokratyczna                                                     | 58 965                                                                 | 58 965                                                                 | 29 483                                                                 | 19 655                                                                 | 14 741                                                                 | 11 793                                                                 | ...                                                                    | 4212                                                                   | 3                                                                      | 3,05                                                                   |
|                                                                        | Konfederacja Polski Niepodległej                                       | 44 318                                                                 | 44 318                                                                 | 22 159                                                                 | 14 773                                                                 | 11 080                                                                 | 8864                                                                   | ...                                                                    | 3166                                                                   | 2                                                                      | 2,29                                                                   |
|                                                                        | Bezpartyjny Blok Wspierania Reform                                     | 36 523                                                                 | 36 523                                                                 | 18 262                                                                 | 12 174                                                                 | 9131                                                                   | 7305                                                                   | ...                                                                    | 2609                                                                   | 2                                                                      | 1,89                                                                   |
|                                                                        | Unia Pracy                                                             | 26 017                                                                 | 26 017                                                                 | 13 009                                                                 | 8672                                                                   | 6504                                                                   | 5203                                                                   | ...                                                                    | 1858                                                                   | 1                                                                      | 1,34                                                                   |
|                                                                        | Polskie Stronnictwo Ludowe                                             | 19 428                                                                 | 19 428                                                                 | 9714                                                                   | 6476                                                                   | 4857                                                                   | 3886                                                                   | ...                                                                    | 1388                                                                   | 1                                                                      | 1,00                                                                   |
|                                                                        | Towarzystwo Społeczno-Kulturalne Niemców – DFK                         | 17 919                                                                 | 17 919                                                                 | 8960                                                                   | 5973                                                                   | 4480                                                                   | 3584                                                                   | ...                                                                    | 1280                                                                   | 1                                                                      | 0,93                                                                   |
| Ogółem                                                                 | Ogółem                                                                 | 270 974                                                                | –                                                                      | –                                                                      | –                                                                      | –                                                                      | –                                                                      | –                                                                      | –                                                                      | 14                                                                     | 14                                                                     |

### Wybory parlamentarne 1997
| Komitet wyborczy                                      | Komitet wyborczy                               | Głosów  | %     | Mandaty | Wybrani posłowie                                                                                       |
| ----------------------------------------------------- | ---------------------------------------------- | ------- | ----- | ------- | --- |
|                                                       | Akcja Wyborcza Solidarność                     | 146 734 | 34,77 | 6       | Karol Łużniak, Janusz Steinhoff, Krzysztof Śmieja, Czesław Sobierajski, Wojciech Frank, Bernard Szweda |
|                                                       | Sojusz Lewicy Demokratycznej                   | 101 718 | 24,10 | 4       | Zbyszek Zaborowski, Wacław Martyniuk, Wiesław Szweda, Andrzej Zając                                    |
|                                                       | Unia Wolności                                  | 73 023  | 17,30 | 3       | Andrzej Potocki, Andrzej Folwarczny, Ryszard Ostrowski                                                 |
|                                                       | Ruch Odbudowy Polski                           | 21 271  | 5,04  | 1       | Adam Wędrychowicz                                                                                      |
|                                                       | Unia Pracy                                     | 18 626  | 4,41  | –       | |
|                                                       | Towarzystwo Społeczno-Kulturalne Niemców – DFK | 14 065  | 3,33  | –       | |
|                                                       | Krajowa Partia Emerytów i Rencistów            | 12 327  | 2,92  | –       | |
|                                                       | Polskie Stronnictwo Ludowe                     | 11 175  | 2,65  | –       | |
|                                                       | Krajowe Porozumienie Emerytów i Rencistów      | 8203    | 1,94  | –       | |
|                                                       | Unia Prawicy Rzeczypospolitej                  | 7267    | 1,72  | –       | |
|                                                       | Blok dla Polski                                | 6973    | 1,65  | –       | |
|                                                       | Polska Wspólnota Narodowa                      | 680     | 0,16  | –       | |
| Frekwencja: 45,63% Źródło: Państwowa Komisja Wyborcza |                                                |         |       |         | |

Poniższa tabela przedstawia podział mandatów dla komitetów wyborczych na podstawie uzyskanych głosów, a następnie obliczonych ilorazów wyborczych na podstawie metody D’Hondta.
| Podział mandatów dla komitetów wyborczych na podstawie metody D’Hondta | Podział mandatów dla komitetów wyborczych na podstawie metody D’Hondta | Podział mandatów dla komitetów wyborczych na podstawie metody D’Hondta | Podział mandatów dla komitetów wyborczych na podstawie metody D’Hondta | Podział mandatów dla komitetów wyborczych na podstawie metody D’Hondta | Podział mandatów dla komitetów wyborczych na podstawie metody D’Hondta | Podział mandatów dla komitetów wyborczych na podstawie metody D’Hondta | Podział mandatów dla komitetów wyborczych na podstawie metody D’Hondta | Podział mandatów dla komitetów wyborczych na podstawie metody D’Hondta | Podział mandatów dla komitetów wyborczych na podstawie metody D’Hondta | Podział mandatów dla komitetów wyborczych na podstawie metody D’Hondta | Podział mandatów dla komitetów wyborczych na podstawie metody D’Hondta | Podział mandatów dla komitetów wyborczych na podstawie metody D’Hondta | Podział mandatów dla komitetów wyborczych na podstawie metody D’Hondta |
| Komitet wyborczy                                                       | Komitet wyborczy                                                       | Liczba głosów                                                          | Iloraz wyborczy                                                        | Iloraz wyborczy                                                        | Iloraz wyborczy                                                        | Iloraz wyborczy                                                        | Iloraz wyborczy                                                        | Iloraz wyborczy                                                        | Iloraz wyborczy                                                        | Iloraz wyborczy                                                        | Iloraz wyborczy                                                        | Mandaty                                                                | TP                                                                     |
| Komitet wyborczy                                                       | Komitet wyborczy                                                       | Liczba głosów                                                          | /1                                                                     | /2                                                                     | /3                                                                     | /4                                                                     | /5                                                                     | /6                                                                     | /7                                                                     | ...                                                                    | /14                                                                    | Mandaty                                                                | TP                                                                     |
| ---------------------------------------------------------------------- | ---------------------------------------------------------------------- | ---------------------------------------------------------------------- | ---------------------------------------------------------------------- | ---------------------------------------------------------------------- | ---------------------------------------------------------------------- | ---------------------------------------------------------------------- | ---------------------------------------------------------------------- | ---------------------------------------------------------------------- | ---------------------------------------------------------------------- | ---------------------------------------------------------------------- | ---------------------------------------------------------------------- | ---------------------------------------------------------------------- | ---------------------------------------------------------------------- |
|                                                                        | Akcja Wyborcza Solidarność                                             | 146 734                                                                | 146 734                                                                | 73 367                                                                 | 48 911                                                                 | 36 684                                                                 | 29 347                                                                 | 24 456                                                                 | 20 962                                                                 | ...                                                                    | 10 481                                                                 | 6                                                                      | 5,58                                                                   |
|                                                                        | Sojusz Lewicy Demokratycznej                                           | 101 718                                                                | 101 718                                                                | 50 859                                                                 | 33 906                                                                 | 25 430                                                                 | 20 344                                                                 | 16 953                                                                 | 14 531                                                                 | ...                                                                    | 7266                                                                   | 4                                                                      | 3,87                                                                   |
|                                                                        | Unia Wolności                                                          | 73 023                                                                 | 73 023                                                                 | 36 512                                                                 | 24 341                                                                 | 18 256                                                                 | 14 605                                                                 | 12 171                                                                 | 10 432                                                                 | ...                                                                    | 5216                                                                   | 3                                                                      | 2,78                                                                   |
|                                                                        | Ruch Odbudowy Polski                                                   | 21 271                                                                 | 21 271                                                                 | 10 636                                                                 | 7090                                                                   | 5318                                                                   | 4254                                                                   | 3545                                                                   | 3039                                                                   | ...                                                                    | 1519                                                                   | 1                                                                      | 0,81                                                                   |
|                                                                        | Towarzystwo Społeczno-Kulturalne Niemców – DFK                         | 14 065                                                                 | 14 065                                                                 | 7033                                                                   | 4688                                                                   | 3516                                                                   | 2813                                                                   | 2344                                                                   | 2009                                                                   | ...                                                                    | 1005                                                                   | 0                                                                      | 0,54                                                                   |
|                                                                        | Polskie Stronnictwo Ludowe                                             | 11 175                                                                 | 11 175                                                                 | 5588                                                                   | 3725                                                                   | 2794                                                                   | 2235                                                                   | 1863                                                                   | 1596                                                                   | ...                                                                    | 798                                                                    | 0                                                                      | 0,43                                                                   |
| Ogółem                                                                 | Ogółem                                                                 | 367 986                                                                | –                                                                      | –                                                                      | –                                                                      | –                                                                      | –                                                                      | –                                                                      | –                                                                      | –                                                                      | –                                                                      | 14                                                                     | 14                                                                     |